# Bastilla proxima
Bastilla proxima là một loài bướm đêm thuộc họ Erebidae. Nó được tìm thấy ở châu Phi, bao gồm Nam Phi và Zaire.
Ấu trùng ăn các loài Antidesma.